# Stazione di Ponte-Casalduni
La stazione di Ponte-Casalduni è una stazione ferroviaria a servizio dei comuni di Ponte e Casalduni. La stazione è ubicata sulla linea Napoli-Foggia.

## Strutture ed impianti
La stazione presenta due binari, il secondo, di corretto tracciato, è usato per il servizio viaggiatori, mentre il primo, in deviata, è usato per gli incroci e precedenze. Inoltre è presente un tronchino dove spesso vi sostano mezzi d'opera.

## Movimento
La stazione è servita da collegamenti regionali operati da Trenitalia.

## Servizi
La fermata non dispone di alcun servizio.